# Camion électrique hybride

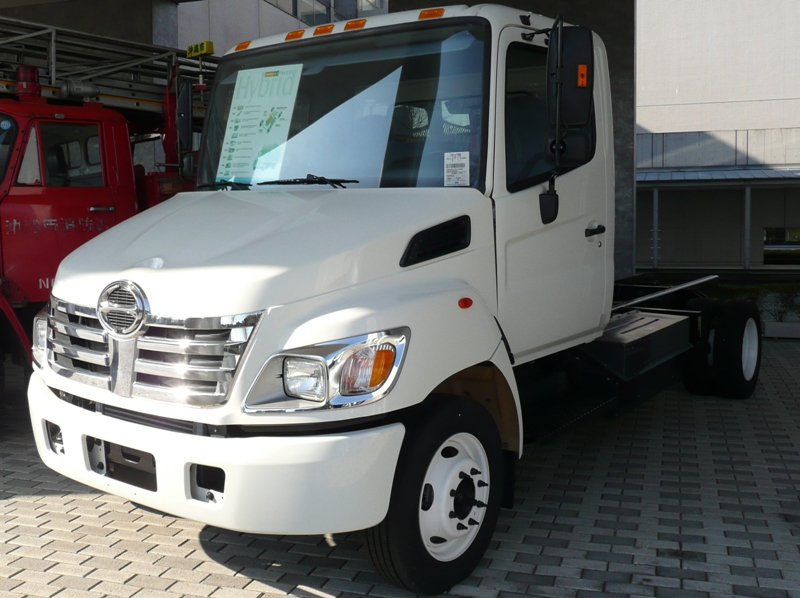
Camion hybride diesel-électrique Hino.

Un camion électrique hybride est une forme de camion qui utilise la technologie des véhicules électriques hybrides pour la propulsion, au lieu d'utiliser uniquement un moteur à combustion.
Selon un rapport de Pike Research, le marché mondial des camions et bus hybrides de moyenne et grande capacité passera de 9 000 véhicules vendus en 2010 à plus de 10 fois plus (plus de 100 000 véhicules) en 2015. Au cours de cette période de cinq ans, l'entreprise prévoit qu'un total de près de 300 000 camions électriques hybrides seront vendus dans le monde. 

## Histoire
En 2003, GM a introduit un camion militaire (léger) hybride diesel-électrique qui est équipé d'un groupe auxiliaire de puissance diesel-électrique et d'une pile à combustible. Les camions légers hybrides électriques ont été introduits en 2004 par Mercedes-Benz (Sprinter) et Micro-Vett SPA (Daily Bimodale).
International Truck and Engine Corp. et Eaton Corp. ont été sélectionnées pour fabriquer des camions hybrides diesel-électrique dans le cadre d'un programme pilote américain qui sert l'industrie des services publics en 2004. 